# Kościół św. Katarzyny w Głuchowie
Kościół świętej Katarzyny w Głuchowie – rzymskokatolicki kościół parafialny należący do parafii pod tym samym wezwaniem (dekanat stęszewski archidiecezji poznańskiej).

## Historia
Jest to świątynia wzniesiona w 1751 roku i ufundowana przez Adama Kołaczkowskiego, następnie została rozbudowana w 1904 roku. Reprezentuje dwa style: późnobarokowy i neobarokowy. 

## Architektura
Budowla jest orientowana, murowana, wzniesiona z cegły i nieotynkowana. Pierwotnie była wybudowana na planie krzyża z czworokątną wieżą z kruchtą w przyziemiu. W 1904 roku zostały dostawione dwie zakrystie i dwie kaplice. W jednej jest umieszczona krypta grobowa rodziny Żółtowskich. Wnętrze nakryte jest stropem, kruchtę pod wieżą nakrywa strop belkowy. Szczyty transeptu oraz dwa portale do kruchty reprezentują styl barokowy i powstały w połowie XVIII wieku.
W ściany budowli są wmurowane tablice epitafijne, kamienne z XVIII i XIX wieku. Na zewnątrz świątynia nakryta jest dachem dwuspadowym, zakrystie nakrywa dach czterospadowy, pokryty dachówką.

## Wnętrze
Ołtarz główny i ołtarze boczne noszą cechy stylu późnoklasycystycznego. W ołtarzu głównym jest umieszczony obraz Matki Boskiej z Panem Jezusem, św. Anną i Janem Chrzcicielem. Ambona powstała około 1800 roku i jest ozdobiona rzeźbami czterech Ewangelistów. Świątynia posiada kilka ławek w stylu rokokowym z końca XVIII wieku oraz rzeźby: krucyfiks powstały w połowie XVI wieku, Chrystus Zmartwychwstały powstały w XVIII wieku. Obrazy zostały namalowane w XVIII i XIX wieku.

## Galeria

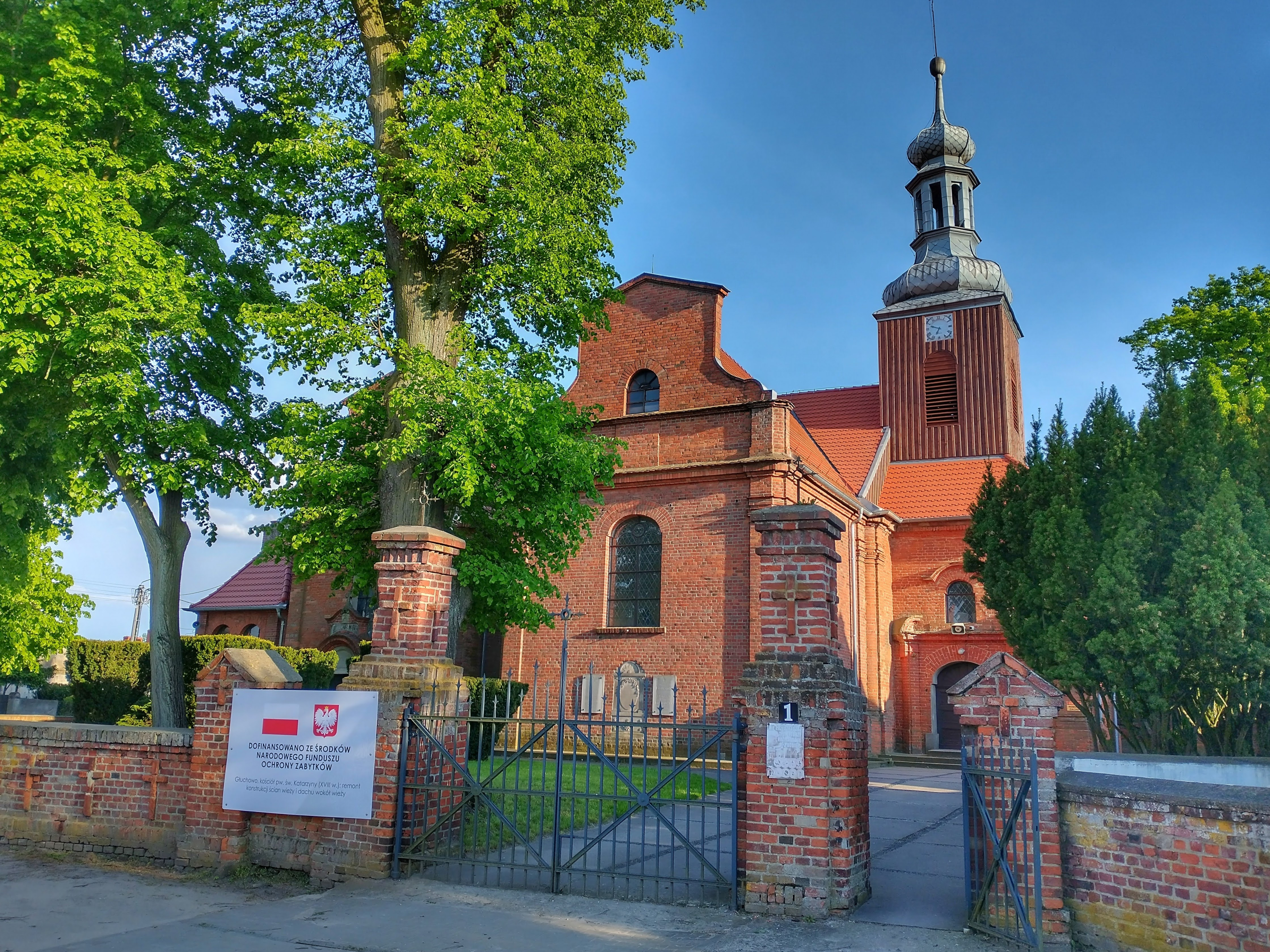
Widok od strony bramy
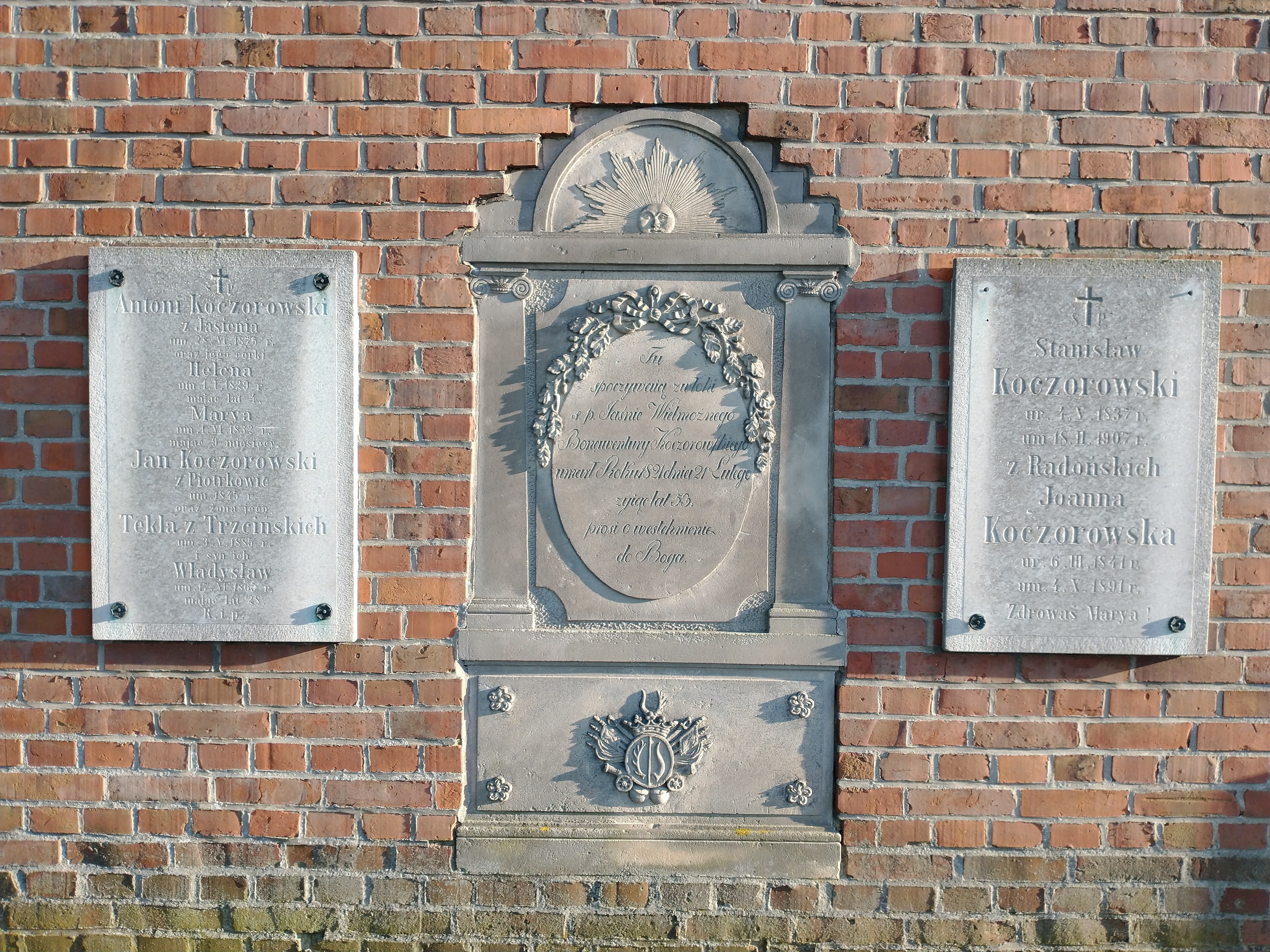
Epitafia Koczorowskich